# Empresas patrocinadas por el gobierno
En los Estados Unidos de América se emplea el término empresas patrocinadas por el gobierno (en inglés, Government-sponsored enterprises o por su acrónimo, GSE), para designar a un grupo de corporaciones de servicios financieros creadas por el Congreso de esa nación con el fin de aumentar el flujo de créditos a determinados sectores de la economía estadounidense y mejorar la eficiencia y transparencia de aquellos sectores del mercado de capitales.
El objetivo de las GSE es aumentar la disponibilidad y reducir el costo del crédito a los sectores específicos hacia los que van dirigidas: agricultura, financiamiento de vivienda y educación. El Congreso de los EE. UU. creó la primera GSE en 1916, cuando dio paso al nacimiento del Farm Credit System, o sistema de crédito para granjas. En 1932, con la creación de los Federal Home Loan Banks (bancos federales de préstamo de vivienda), las GSE iniciaron sus operaciones en el segmento del financiamiento de viviendas. En 1972, la creación de Sallie Mae significó su entrada en el campo del financiamiento de la educación.
Los títulos de deuda que emiten las GSE para financiar sus operaciones cuentan con el respaldo implícito del Gobierno de los Estados Unidos pero no son deuda directa gubernamental.

## Actividad
El Congreso estadounidense estableció las GSE con el objetivo de mejorar la eficiencia de los mercados de capital y superar aquellas imperfecciones del mercado que impiden que los fondos se movilicen con facilidad desde las fuentes de crédito hacia las áreas de alta demanda crediticia. En su forma actual, las GSE actúan básicamente como intermediarias financieras que asisten tanto a acreedores como a deudores en los sectores de vivienda, agricultura y educación. 
Adicionalmente, las GSE crearon un mercado secundario de préstamos a través de la extensión de garantías, la emisión de bonos y la titularización de deuda. Esto ha permitido que los emisores de deuda en el mercado primario aumenten el volumen de sus préstamos y vean disminuido el riesgo que conllevan los préstamos individuales. 

## Propiedad y garantía implícita
Algunas de las GSE (como Fannie Mae y Freddie Mac hasta el año 2008), son compañías de propiedad privada pero de constitución pública. Otras, como los Federal Home Loan Banks, son propiedad de las corporaciones que hacen uso de sus servicios. Aunque los títulos de valores que emiten las GSE no tienen una garantía crediticia explícita por parte del gobierno de los Estados Unidos, las entidades de crédito les ofrecen tasas de interés favorables y los inversores están dispuestos a pagar precios más altos por ellos. Esto es en parte debido a una "garantía implícita" basada en la percepción de que el gobierno no permitirá que estas instituciones, por su importancia para la economía del país, quiebren o declaren una moratoria de su deuda. Esta percepción les ha permitido a Fannie Mae y a Freddie Mac ahorrar un estimado de $2 mil millones de dólares anuales en costos de deuda. Dicha garantía se puso a prueba durante la crisis de las hipotecas subprime, cuando en septiembre del 2008 el Gobierno estadounidense, antes que permitir su quiebra, rescató a estas empresas y las colocó bajo su tutela directa.